# Vila Take Ionescu din Sinaia
Vila Take Ionescu din Sinaia este un monument istoric aflat pe teritoriul orașului Sinaia.